# Calle 13
Calle 13 è un'emittente televisiva spagnola del gruppo NBC Universal, l'equivalente del canale 13th Street presenti in vari paesi europei, operante via satellite nel bouquet Canal+ e via cavo con tutti gli operatori esistenti.
Nata il 13 settembre 1999, Calle 13 offre una programmazione incentrata su film e telefilm di azione, suspense, thriller, orrore e fantascienza, anche se dal 1º giugno 2006, con la nascita del canale fratello Sci-Fi (oggi Syfy) quest'ultimo genere è stato quasi interamente dismesso dal canale; la programmazione è variegata fra produzioni spagnole ed estere.

## Programmazione
Alcuni dei titoli in onda su questo canale:
- 666 Park Avenue
- Alfred Hitchcock presenta
- Andrómeda
- Brimstone/El Pacto
- Colombo
- El Comisario (telefilm locale prodotto da Telecinco)
- Hercules y Xena (titolo italiano Hercules & Xena)
- Homicidio
- Ley y Orden
- MacGyver
- Monk
- Mutante-X
- Nip/Tuck
- Profiler
- Policías, en el corazón de la calle
- Psi Factor: Crónicas de lo paranormal
- Seaquest
- Se ha escrito un crimen
- Star Trek: Enterprise
- Starhunter
- Turno de guardia
- Witchblade
- La Zona Muerta